# Riccardo Drigo
Riccardo Eugenio Drigo, född 30 juni 1846 i Padua, Italien, död 1 oktober 1930 på samma plats, var en italiensk tonsättare och dirigent. Han var under många år verksam vid Mariinskijbaletten i Sankt Petersburg.